# Castelo de Larnagol
O Château de Larnagol ou Castrum de Larnagol é um castelo na comuna de Larnagol no departamento de Lot, na França.
Os vestígios do castelo datam do século XIII. O aspecto actual dos edifícios resulta de uma reconstrução na sequência de uma importante campanha de decoração do século XVIII. Foi ainda enriquecido no início do século XX, após a sua aquisição por Raymond Subes, um artista decorativo especializado em ferragens.
O local é propriedade da comuna. Está classificado desde 2001 como monumento histórico pelo Ministério da Cultura da França.